# Puente U Bein
El puente U Bein (en birmano: ဦး ပိန် တံတား) es un viaducto singular que cruza el lago Taungthaman cerca de la ciudad de Amarapura en Birmania. Tiene una longitud de 1,2 kilómetros y se construyó alrededor de 1850 y se cree que es el puente de madera de teca más antiguo del mundo y fue en su momento también el más largo.

## Historia
La construcción se comenzó cuando la capital del Reino de Ava se trasladó a Amarapura y el puente lleva el nombre del alcalde que ordenó su construcción. Se utiliza como una vía de paso importante para la población local y  se ha convertido en una importante atracción turística de la comarca. Está particularmente concurrido durante los meses de julio y agosto, cuando el nivel del agua en el lago se encuentra en su punto más alto.
El puente se construyó con la madera recuperada del antiguo palacio real de Inwa. Cuenta con 1.086 pilares que se extienden fuera del agua, algunos de los cuales han sido reemplazados por hormigón. Aunque el puente permanece fundamentalmente en su estado original, existe el temor de que un número creciente de pilares se deteriore de forma peligrosa. Algunos se han desprendido completamente de sus bases y solo permanecen en su lugar debido a las barras laterales que los mantienen unidos. Los daños a estos soportes han sido causados por las inundaciones, así como por un programa de cría de peces introducido en el lago que ha provocado que el agua se estanque. El Departamento de Arqueología, el Museo Nacional y la Biblioteca del Ministerio de Cultura planean llevar a cabo reparaciones. 
Desde 2009, el puente se encuentra vigilado por la policía. Su presencia está dirigida a reducir comportamientos antisociales y prevenir actividades delictivas.

## Galería

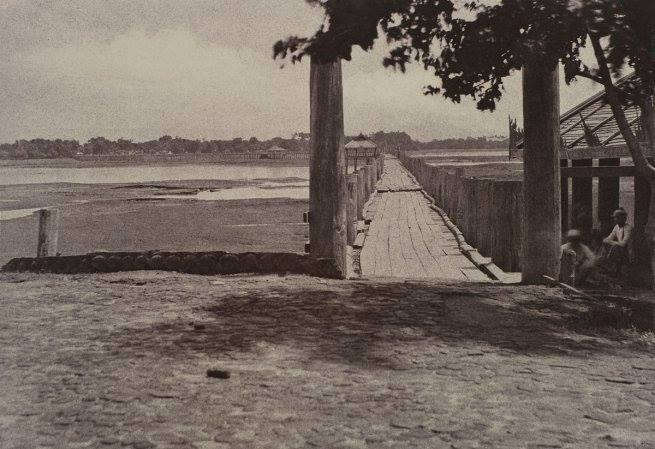
Octubre de 1855
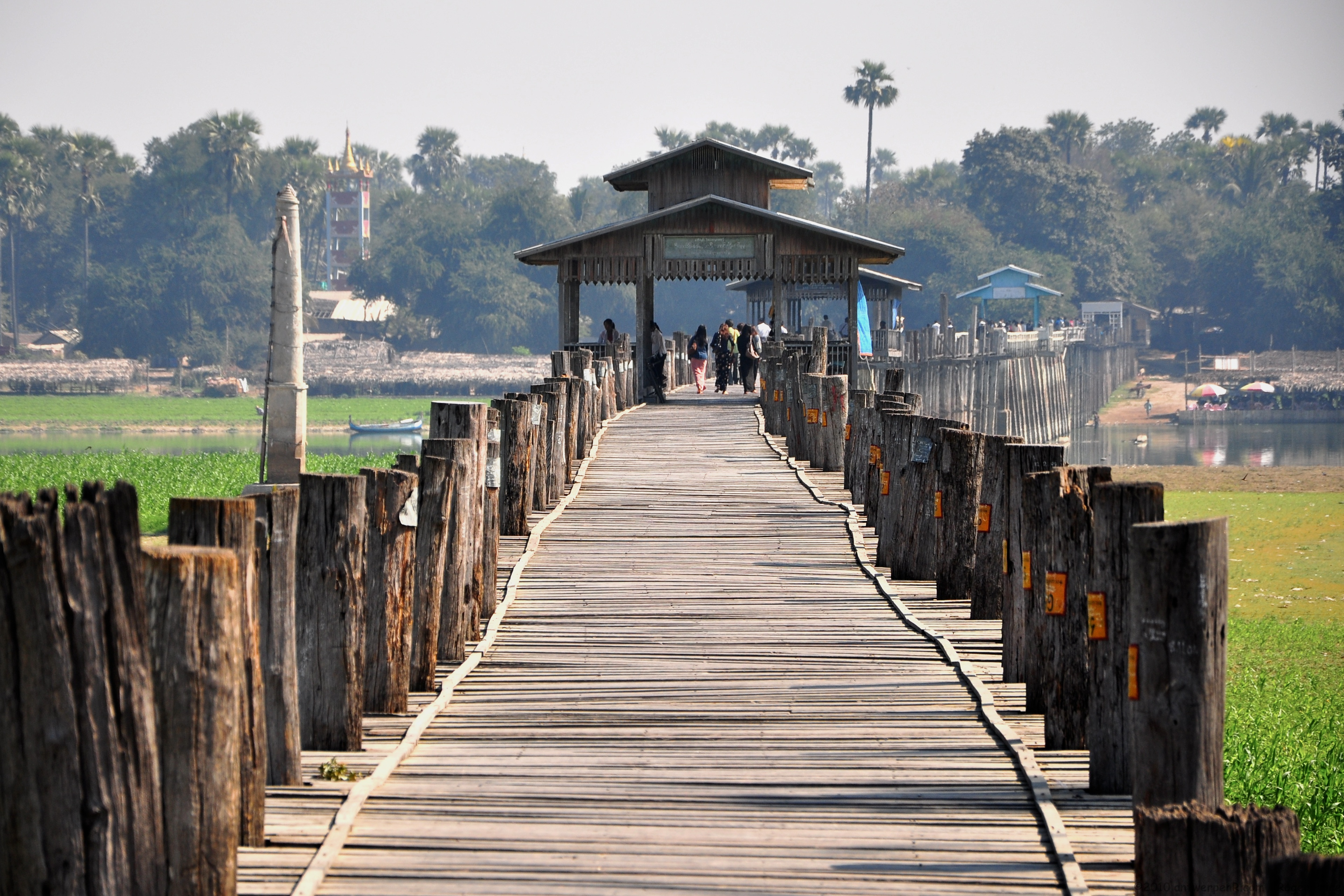
Enero de 2010
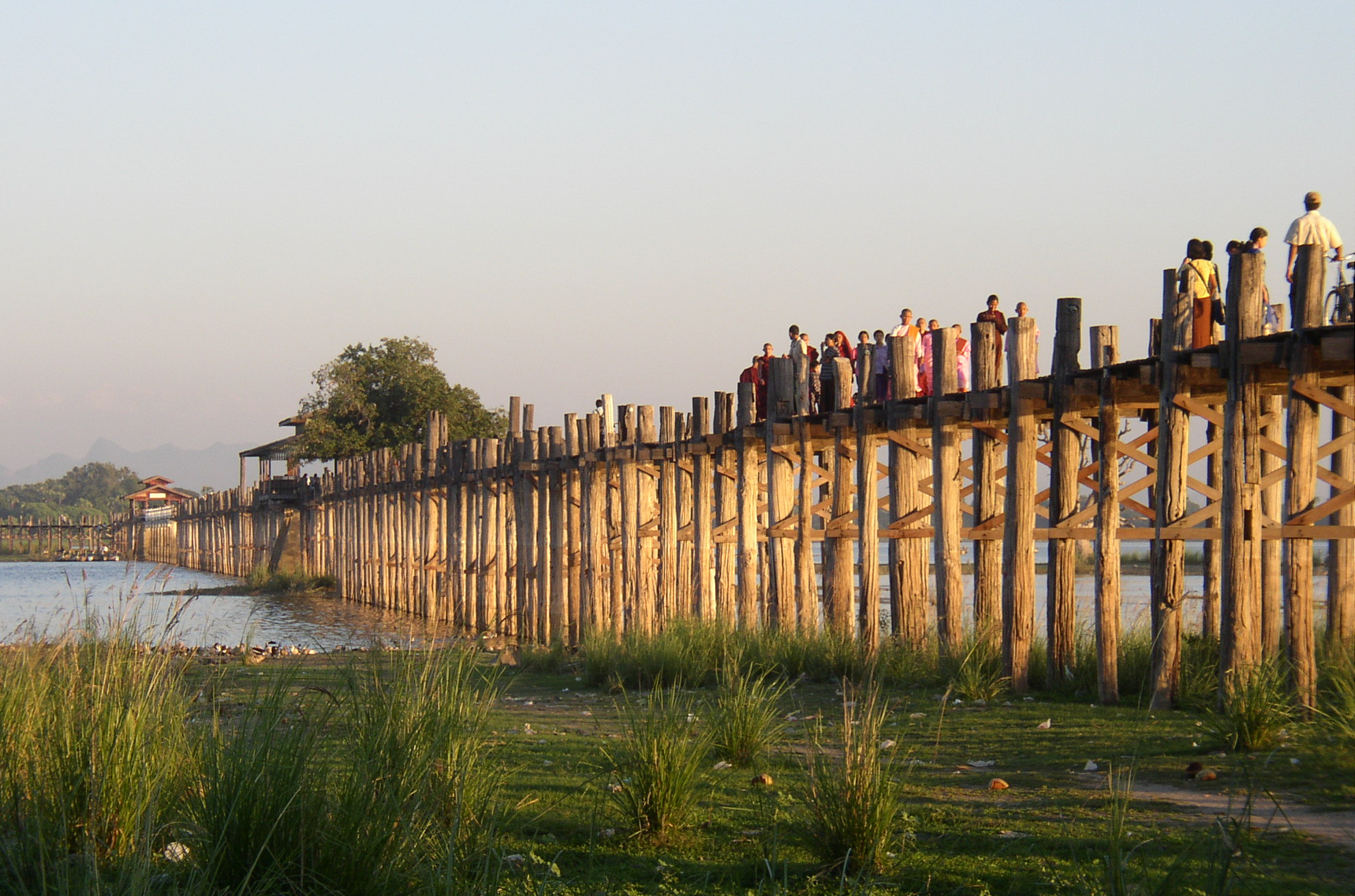
Noviembre de 2005
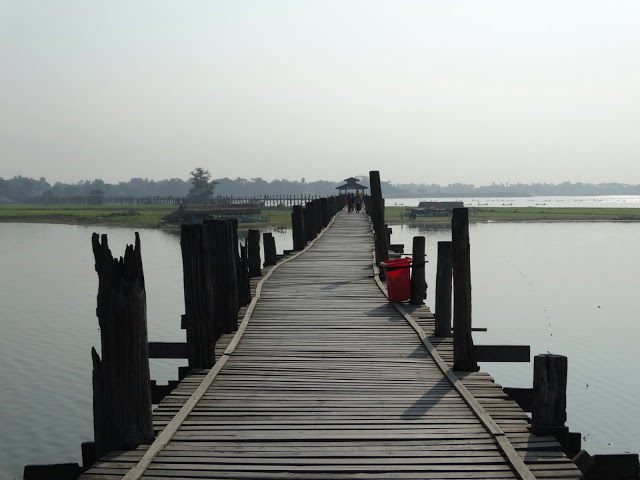
Enero de 2016
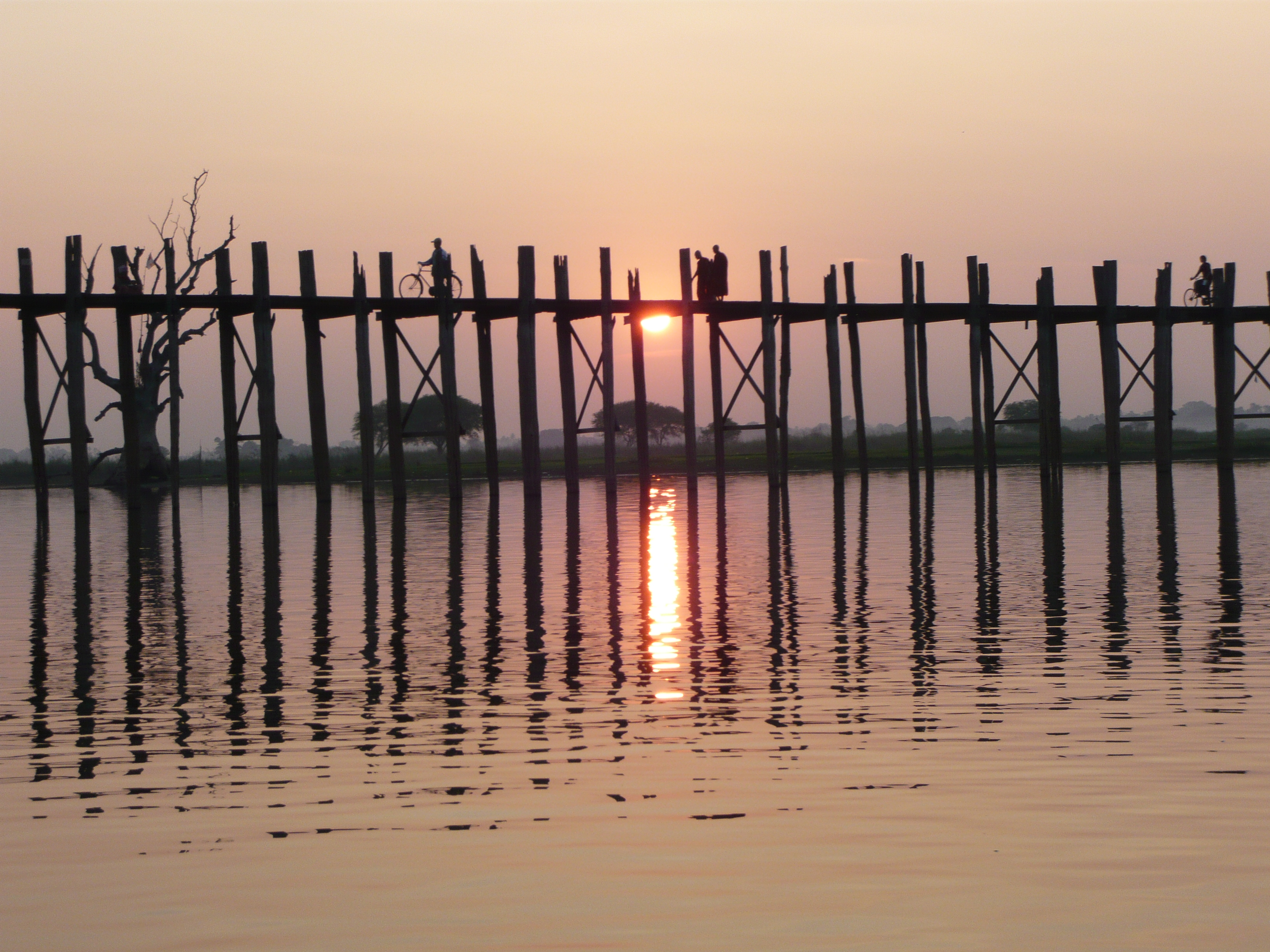
Diciembre de 2007
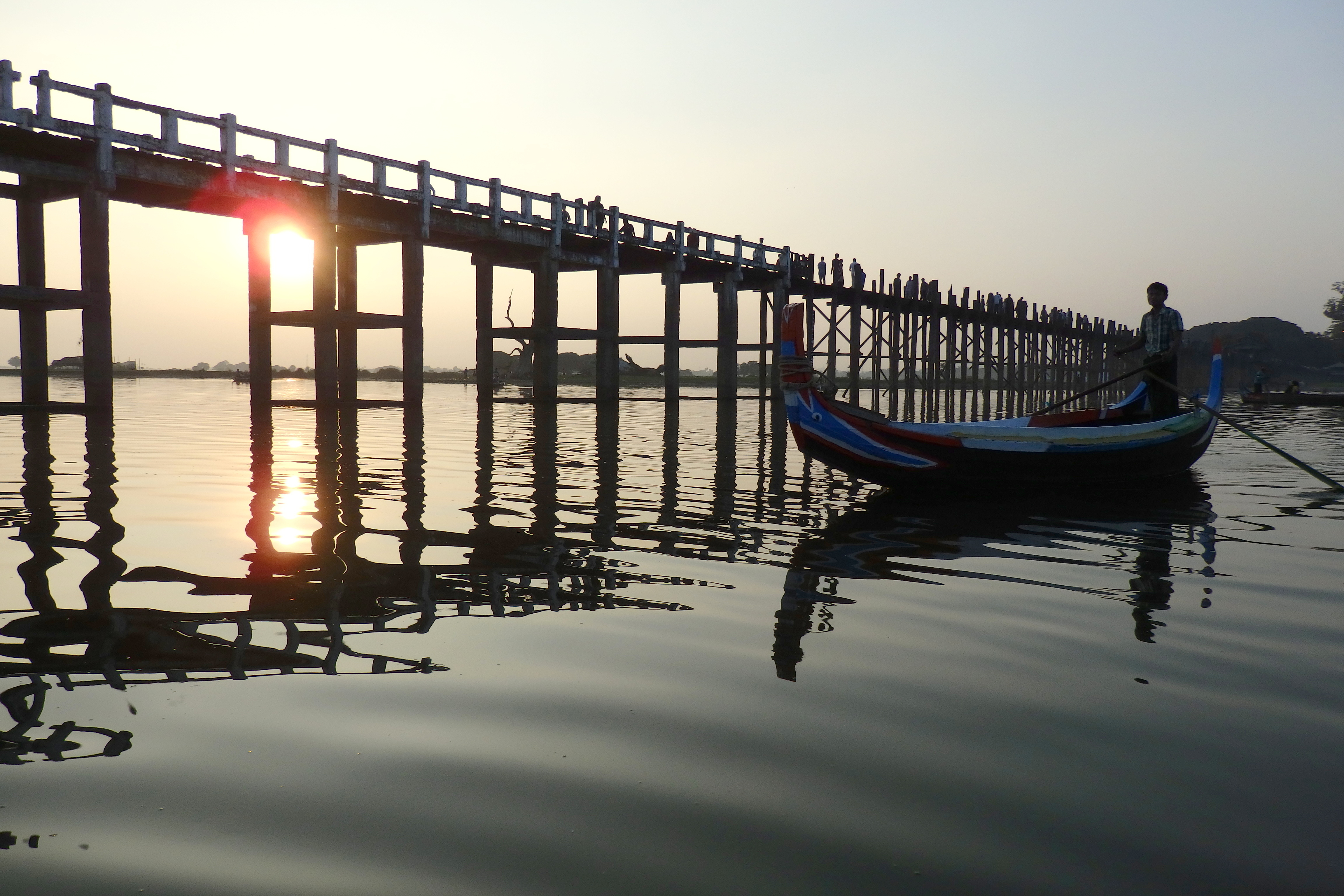
Diciembre de 2015